# 金浦空港駅
金浦空港駅（キンポくうこうえき/キンポゴンハンえき）は、大韓民国ソウル特別市江西区傍花洞にあるソウル交通公社・空港鉄道（A'REX）・ソウル市メトロ9号線・金浦都市鉄道・西海線の駅である。
韓国の都市鉄道で唯一、最多の5つの路線が交差する駅である。

## 利用可能な鉄道路線
ソウル交通公社
 5号線 - 駅番号は512
空港鉄道
 仁川国際空港鉄道 - 駅番号はA05
ソウル市メトロ9号線
 9号線 - 駅番号は902
金浦ゴールドライン運営
 金浦都市鉄道 - 駅番号はG109
西海線
 西海線 - 駅番号はS13

## 歴史
- 1996年3月20日 - 5号線開通により開業。
- 2007年3月23日 - 空港鉄道の開業に伴い乗換駅となる。
- 2009年7月24日 - 9号線が開業。
- 2010年12月29日 - 空港鉄道のソウル駅 - 金浦空港駅間が開業し途中駅となる。同時に直通列車が停車しなくなる。
- 2019年9月28日 - 金浦都市鉄道が開業[1]。
- 2023年7月1日 - 西海線の大谷駅 - 素砂駅間延長開通[2]。

## 駅構造

### 共通項
全てのホームにフルスクリーンタイプのホームドアが設置されている。ホーム番号は存在しない。

### ソウル交通公社
相対式ホーム2面2線を有する地下駅である。9号線・空港鉄道への連絡通路はホーム松亭寄りにあり、乗換ゲートが設置されている。
改札は上下ホーム別々に設置されており、改札内でホーム間を移動する場合、地下3階の9号線・空港鉄道ホームを経由する必要がある。この際、連絡通路上の乗換ゲートを2回通過する必要があるが、運賃計算には影響を及ばさない。
2018年1月より老朽化したホームドアの更新工事を行い、同年4月15日より新しいホームドアが稼働を開始した。新しいホームドアは、ドアが閉まる際に警告音が追加されている。
化粧室は改札外に2ヶ所、出口は1番と2番の2ヶ所ある。

#### のりば
| 上り | 5号線 | 開花山・傍花方面 |
| 下り | 5号線 | 上一洞・馬川方面 |

### 空港鉄道・ソウル市メトロ9号線
ホームは空港鉄道と9号線で共用している。2層構造で、地下3階に島式1面2線と単式1面1線、地下4階に島式1面2線、計3面5線を有する。ただし地下3階の単式ホームは通常使用されないため、実質的には計2面4線となる。
空港鉄道ソウル方面・9号線中央報勲病院方面は地下3階のホームに、空港鉄道仁川国際空港方面・9号線開花方面は地下4階のホームにそれぞれ発着し、対面乗り換えが可能である。
9号線と空港鉄道の直通運転が予定されており、駅構内に連絡線がある。9号線は直流電化、空港鉄道は交流電化であるため、この連絡線にはデッドセクションが設けられている。なお、9号線は右側通行、空港鉄道は左側通行だが、2層構造のため交差することなく直通できる構造となっている。
5号線との乗り換え改札口は、空港鉄道のソウル延伸後は9号線と共用になり、一つにまとめられた。この改札機ではほかの9号線の乗り換え駅と同様に運賃を引き落とさない。空港鉄道を利用する場合でも、改札機に乗車券をタッチする必要がある。
化粧室は改札内と改札外に1ヶ所ずつ、出口は3番の1ヶ所ある。

#### のりば
※ホーム番号は当項においてホームと行き先の関係を見やすくするためにつけられたもので、実際にはホーム番号は存在しない。
| 地下3階ホーム                                 |   |                  |                                                                       |
| 開花 ↑ \| 12 \| 3 \| ↓ 麻谷ナル ・ ↓ 空港市場 | 1 | 仁川国際空港鉄道 | 一般 ソウル駅方面                                                     |
| 開花 ↑ \| 12 \| 3 \| ↓ 麻谷ナル ・ ↓ 空港市場 | 2 | 9号線            | 急行・一般 汝矣島・高速ターミナル・中央報勲病院方面                   |
| 開花 ↑ \| 12 \| 3 \| ↓ 麻谷ナル ・ ↓ 空港市場 | 3 | 9号線            | 非常用                                                                |
| 地下4階ホーム                                 |   |                  |                                                                       |
| ↑ 桂陽 ・ 開花 ↑ \| 12 \| 空港市場 ↓          | 1 | 仁川国際空港鉄道 | 一般 桂陽・黔岩・仁川国際空港1ターミナル・仁川国際空港2ターミナル方面 |
| ↑ 桂陽 ・ 開花 ↑ \| 12 \| 空港市場 ↓          | 2 | 9号線            | 一般 開花行き                                                         |
| ↑ 桂陽 ・ 開花 ↑ \| 12 \| 空港市場 ↓          | 2 | 9号線            | 急行 当駅止まり                                                       |

- 空港鉄道の開業当初は、地下3階が一般列車ホーム、地下4階が直通列車ホームとなっていた。

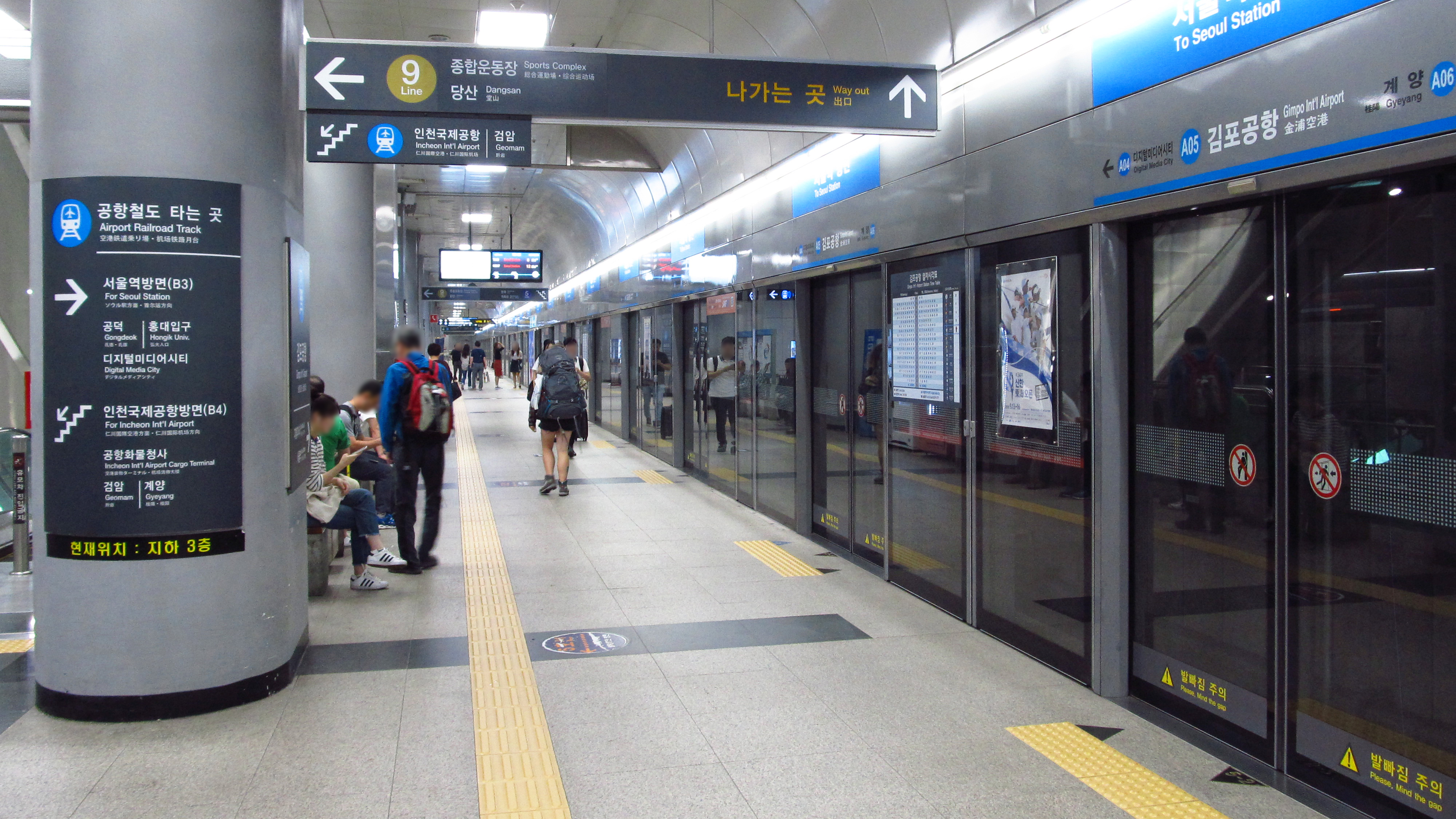
空港鉄道 ホーム
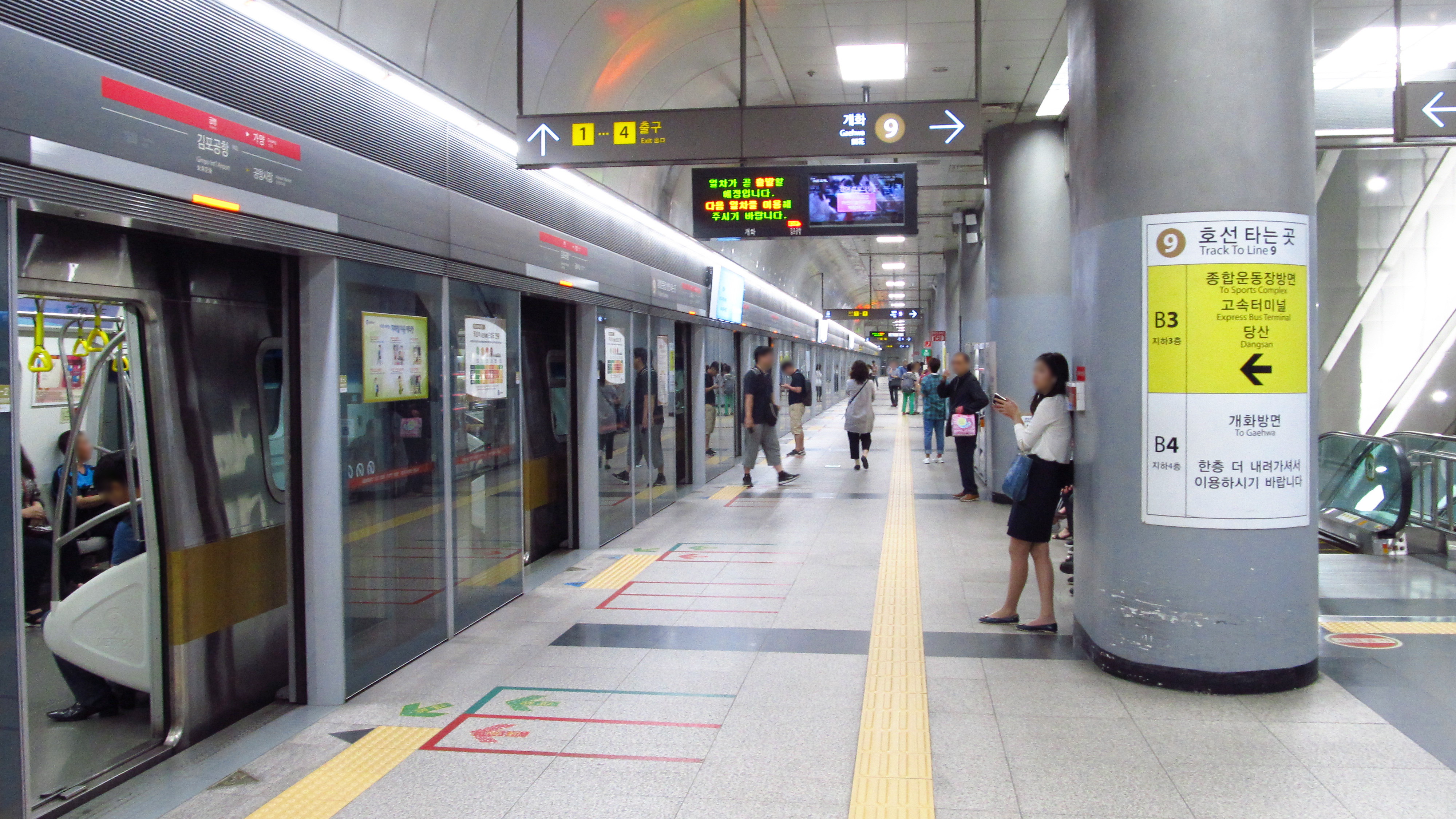
9号線 ホーム

### 金浦ゴールドライン
相対式ホーム2面2線を有する地下駅である。ホームは地下4階に位置する。
金浦都市鉄道で唯一、金浦市外に位置しており、隣の高村駅までの駅間距離 5.9 km は同線で最長である。

#### のりば
| 上り | 金浦都市鉄道 | 陽村方面   |
| 下り | 金浦都市鉄道 | 当駅止まり |

### 西海線
相対式ホーム2面2線を有する地下駅。
ホームは地下5階に位置するが、実際には地下12階に相当する。
深さは85mで、万徳駅の深さ65mを抜いて韓国一の深さを誇る駅となった。そのため、ホームへ向かうエスカレーターの高低差が大きく、空港駅という特性上、スーツケースを所持する乗客が多いことから、危険防止のためにエレベーターを利用するよう案内が掲示されている。
スクリーンドアはKTX-イウムにも対応したものとなっている。

#### のりば
| 上り | 西海線 | 陵谷・一山方面 |
| 下り | 西海線 | 素砂・元時方面 |

## 利用状況
近年の一日平均利用人員推移は下記のとおり。
| 路線     | 路線     | 2000年 | 2001年 | 2002年 | 2003年 | 2004年 | 2005年 | 2006年 | 2007年 | 2008年 | 2009年 | 出典  |
| -------- | -------- | ------ | ------ | ------ | ------ | ------ | ------ | ------ | ------ | ------ | ------ | ----- |
| 5号線    | 乗車人員 | 15,156 | 11,671 | 8,983  | 10,253 | 9,812  | 9,309  | 9,138  | 11,210 | 12,443 | 11,662 | [ 3 ] |
| 5号線    | 降車人員 | 14,378 | 10,855 | 8,584  | 10,051 | 9,817  | 9,244  | 8,959  | 10,859 | 12,075 | 11,569 | [ 3 ] |
| 5号線    | 乗降人員 | 29,534 | 22,526 | 17,567 | 20,304 | 19,629 | 18,552 | 18,097 | 22,068 | 24,518 | 23,231 | [ 3 ] |
| 9号線    | 乗車人員 | 未開通 | 未開通 | 未開通 | 未開通 | 未開通 | 未開通 | 未開通 | 未開通 | 未開通 | 9,591  | [ 4 ] |
| 9号線    | 降車人員 | 未開通 | 未開通 | 未開通 | 未開通 | 未開通 | 未開通 | 未開通 | 未開通 | 未開通 | 8,741  | [ 4 ] |
| 空港鉄道 | 乗車人員 | 未開通 | 未開通 | 未開通 | 未開通 | 未開通 | 未開通 | 未開通 | 3,218  | 5,264  | 6,781  | [ 5 ] |
| 空港鉄道 | 降車人員 | 未開通 | 未開通 | 未開通 | 未開通 | 未開通 | 未開通 | 未開通 | 3,499  | 5,618  | 6,979  | [ 5 ] |
| 路線     | 路線     | 2010年 | 2011年 | 2012年 | 2013年 | 2014年 | 2015年 | 2016年 | 出典   |        |        |       |
| 5号線    | 乗車人員 | 11,580 | 7,166  | 8,750  | 8,451  | 8,327  | 7,636  | 7,656  | [ 3 ]  |        |        |       |
| 5号線    | 降車人員 | 11,514 | 7,367  | 8,486  | 7,972  | 7,590  | 6,802  | 6,690  | [ 3 ]  |        |        |       |
| 5号線    | 乗降人員 | 23,094 | 14,534 | 17,236 | 16,423 | 15,917 | 14,438 | 14,346 | [ 3 ]  |        |        |       |
| 9号線    | 乗車人員 | 10,989 | 14,340 | 19,090 | 20,757 | 21,595 | 21,799 |        | [ 4 ]  |        |        |       |
| 9号線    | 降車人員 | 10,718 | 14,621 | 19,973 | 21,376 | 22,400 | 23,504 |        | [ 4 ]  |        |        |       |
| 空港鉄道 | 乗車人員 | 10,036 | 33,844 | 25,704 | 31,630 | 34,401 |        |        | [ 5 ]  |        |        |       |
| 空港鉄道 | 降車人員 | 10,192 | 33,541 | 28,211 | 32,182 | 35,088 |        |        | [ 5 ]  |        |        |       |

## 駅周辺
- 金浦国際空港
- ロッテモール金浦空港店
  - ロッテ百貨店金浦空港店
  - ロッテマート金浦空港店
  - ロッテシネマ金浦空港店
  - ロッテシティホテル金浦空港
  - 永豊文庫金浦空港店
- 韓国空港公社
- 空港高等学校（朝鮮語版）
- 傍花2洞住民センター
- 傍花中学校（朝鮮語版）
- ソウル傍花初等学校

## バス路線
| ソウル特別市所属バス路線 | ソウル特別市所属バス路線                      | ソウル特別市所属バス路線 | ソウル特別市所属バス路線 | ソウル特別市所属バス路線 | ソウル特別市所属バス路線 | ソウル特別市所属バス路線 |
| ------------------------ | --------------------------------------------- | ------------------------ | ------------------------ | ------------------------ | ------------------------ | ------------------------ |
| 幹線バス                 | 601 - 605 - 651                               |                          |                          |                          |                          |                          |
| 支線バス                 | 6629 - 6632 - 6642 - 6645                     |                          |                          |                          |                          |                          |
| 他の首都圏バス路線       |                                               |                          |                          |                          |                          |                          |
| 仁川広域市 所属バス      | 78 - 300 - 780                                |                          |                          |                          |                          |                          |
| 京畿道所属バス           | 3 - 12 - 33 - 50 - 50-1 - 66 - 85 - 150 - 380 |                          |                          |                          |                          |                          |

## 隣の駅
ソウル交通公社
  5号線
開花山駅 (511) - 金浦空港駅 (512) - 松亭駅 (513)
空港鉄道
  仁川国際空港鉄道
直通
通過
一般（各駅停車）
麻谷ナル駅 (A042) - 金浦空港駅 (A05) - 桂陽駅 (A06)
ソウル市メトロ9号線
  9号線
急行
金浦空港駅 (902) - 麻谷ナル駅 (905)
一般（各駅停車）
開花駅 (901) - 金浦空港駅 (902) - 空港市場駅 (903)
金浦ゴールドライン運営
 金浦都市鉄道
高村駅 (G108) - 金浦空港駅 (G109)　　　　　
韓国鉄道公社
 西海線
陵谷駅 (S12)  - 金浦空港駅 (S13) - 遠宗駅 (S14)